# Værdikamp
Værdikampen er et udtryk, som især benyttes i politologien om de politiske stridsspørgsmål i et postmoderne samfund. Begrebet værdikamp bygger på en række forudsætninger, hvis gyldighed og relevans må afprøves, før begrebet kanoniseres. Værdikamp er som begreb beslægtet med værdipolitik.

## Historisk baggrund

### Filosofiske rødder
Værdikampens historiske rødder kan spores helt tilbage til antikken, hvor bl.a. Platon og Aristoteles mente, at det er muligt at udlede nogle dyder, som er alment menneskelige. Disse dyder kan benyttes til at skelne mellem det gode og det onde i den menneskelige natur.
I kristendommens etik er der en tilsvarende grundopfattelse. Her opereres med 7 dyder, der hver især modsvares af 7 dødssynder. Oplysningstiden tilføjer nye dimensioner til problemstillingen. Mennesket opfattes som et socialt væsen, der både formes af sine omgivelser i et socialt fællesskab, og samtidig påvirker sine omgivelser gennem sit virke i fællesskabet. Forholdet mellem fællesskab og individ må derfor anskues som både et ontologisk og et epistemologisk spørgsmål. I forlængelse heraf kan der stilles spørgsmålet: Findes der objektive værdier, eller er værdier altid subjektive?

### Objektive værdier
Max Weber opfatter handlinger som rationelle og skelner mellem værdirationalitet og målrationalitet. Værdirationaliteten er aktørernes normative valg, der begrunder en handling, mens målrationalitet er aktørernes overvejelser over, hvilke midler der er mest effektive til at indfri et givent mål Rationaliteten begrænser de tilgængelige valgmuligheder og skaber orden i systemet. Jürgen Habermas hævder, at der kan opstilles regler for kommunikationen i et fællesskab og udleder med udgangspunkt i 3 demokratiske gyldighedskrav, hvoraf de 2 må betegnes som objektive: Kravet om sandhed og kravet om rigtighed. Kravet om sandhed indebærer, at argumenter skal være i overensstemmelse med kendte fakta, mens kravet om rigtighed indebærer, at argumentationen skal udvise respekt overfor de involverede personer.
Pierre Bourdieu opfatter værdier som indlejret i individets habitus. Den enkeltes status i feltet sætter rammerne for de værdier, det kan betale sig at efterstræbe.

### Subjektive værdier
Habermas understreger en grundlæggende subjektiv værdi: Sandfærdighed. Herved forstår han, at de valgte argumenter i samtalen er oprigtige og udtryk for den enkeltes inderste følelser. Da det alene er det enkelte individ, der kan vide, om det udtrykker sig i overensstemmelse med sine egne grundholdninger og principper, kan sandfærdigheden ikke afprøves rationelt. Troværdigheden bag et udsagn er derfor et spørgsmål om indbyrdes tillid.
Anthony Giddens karakteriserer vor tid som senmoderne.Tradition, autoriteter og religion giver ikke længere svaret på de store spørgsmål, hvorfor mennesket sættes i valgsituationer mellem en række beslutninger, som honorerer de samfundsmæssige krav om mobilitet og omstillingsevne. Værdier er medvirkende til at skabe grundlaget for den ontologiske sikkerhed, som er afgørende for udviklingen af en positiv selvidentitet.

## Pligter og rettigheder
Pligter og rettigheder indgår på forskellig vis i de værdier, der forbinder fællesskab og individ. De tre væsentligste indfaldsvinkler er:
- 1) Fællesskabet (fx staten) sikrer den enkelte (fx borgeren) tryghed og grundlæggende rettigheder. Til gengæld er borgerne forpligtede til at stille sig i statens tjeneste, som det bl.a. udtrykkes i det berømte citat fra John F. Kennedy s indsættelsestale som præsident:[6]
- 2) Individet har naturlige rettigheder, som fællesskabet er garant for. Disse kan være konstitutionelle eller universelle og er umistelige. FN's menneskerettigheder er et eksempel på formelle, universelle værdier.
- 3) Fællesskabet og individet indgår en social kontrakt med henblik på at opnå fælles mål.

Indfaldsvinklerne udtrykker forskellige værdier og er i nogen grad indbyrdes uforenelige.

## Værdikamp

### Det amerikanske eksempel
De amerikanske værdier udspringer af forfatningen. Da USA blev grundlagt i opposition mod de europæiske nationalstaters indblandingsforsøg, lagde Thomas Jefferson og George Washington vægt på den amerikanske føderations særlige karakter, 
hvor individuelle borgerrettigheder, decentralisering og skepsis overfor centrale myndigheder er væsentlige værdier.
Ved afslutningen af 1. verdenskrig udtrykte Woodrow Wilson håbet om, at eksport af disse værdier gennem Folkeforbundet kunne skabe en varig fred mellem stormagterne. Folkeforbundets sammenbrud og forløbet af 2. verdenskrig inspirerede Franklin D. Roosevelt til at genoplive Wilsons ideer, men nu med FN som instrument og med Sikkerhedsrådet som det organ, der skulle sikre, at internationale aftaler blev overholdt. Den kolde krig betød imidlertid, at vetoretten blokerede for FN's muligheder for konkret indgriben og med Trumandoktrinen blev inddæmningspolitikken det overordnede mål for amerikansk udenrigspolitik. Værdieksport trådte derfor i baggrunden.
Sovjetunionens sammenbrud ændrede igen billedet. Kort før Berlin-murens fald i 1989 skrev en medarbejder ved tænketanken The RAND Corporation, Francis Fukuyama, et essay med titlen The End of History?., hvor han hævder, at den vestlige verdens demokratiske, markedsøkonomiske samfundsmodel ikke længere udfordres af totalitære systemer. De store ideologiske spørgsmål er derfor ikke længere relevante. Den amerikanske tænketank PNAC understregede i en programerklæring ”Statement of Principles” af 3. juni 1997, at svaret på den nye verdensorden måtte være en fornyet udenrigspolitik, der var moralsk forsvarlig og udnyttede USA's militære overlegenhed til at bekæmpe anti – amerikanske kræfter overalt i verden. Efter terrorangrebene den 11. september 2001 fik denne tænketank afgørende indflydelse på formuleringen af republikaneren George W. Bushs værdikamp mod terrorisme.
Retorikken i debatten efter terrorangrebene omfattede begreberne "axis of evil” og ”islamofascism". Den indgik i en langsigtet strategi, der skulle sikre bred befolkningsopbakning bag krigen mod terror.
Den liberale fløj i det demokratiske parti led et stort nederlag ved præsidentvalget i 2004. En af forklaringerne er, at et af de overordnede mål med kampen mod terror – at sprede amerikanske værdier til hele verden – traditionelt også har været et af demokraternes mål. Uenigheden om udenrigspolitikken drejede sig hovedsagelig om midlerne til at nå dette mål

### Det danske eksempel
I Danmark har fællesskabet traditionelt hvilet på det nationale fællesskab og symboler, der knytter sig hertil. Retorikken i værdikampen tog da også sit udgangspunkt i et kulturelt fællesskab, da statsminister Anders Fogh Rasmussen i januar 2002 erklærer, at han i sin kamp mod smagsdommere vil nedlægge »overflødige« nævn og råd:
” ….Der er tendenser til et eksperttyranni, som risikerer at undertrykke den frie folkelige debat. Befolkningen skal ikke finde sig i løftede pegefingre fra såkaldte eksperter, der mener at vide bedst."  Et år senere I et interview i Weekendavisen fremhæver statsministeren, at regeringens politik bygger på en debat om samfundsmæssige værdier: ”Hvis man mere grundlæggende ønsker at dreje et samfund i en anden retning, er det værdidebatten, man skal tage fat på." De følgende år er især daværende kulturminister, Brian Mikkelsen, der udtaler sig om værdikamp, og på det konservative landsmøde i februar 2006 udtaler han, at den borgerlige regering har vundet første halvleg af kultur- og værdikampen. Han opsummerer flg. resultater:
- "Vi har gjort op med årtiers politisk korrekt meningstyranni.
- Vi har erstattet skatteplyndring med skattestop.
- Vi har fjernet socialstatens omklamring af individet og skabt frie muligheder for frie mennesker.
- Vores mål er et samfund, hvor skolerne igen fokuserer på grundlæggende færdigheder.
- Hvor selvstændige borgere kan udvikle det allerbedste, de har i sig.
- Vi er også gået til kamp imod den multikulturelle ideologi, der siger, at alt er lige godt. Fordi hvis alt er lige godt, så er alt ligegyldigt. Og det vil vi ikke acceptere." [14]

Med Muhammed-tegningerne kom udlændingedebatten i front i værdikampen. Hvor der tidligere mest havde været tale om en kamp imod uønskede værdier, blev det nu i højere grad en kamp for bl.a. ytringsfriheden som en abstrakt værdi. Den 1, oktober 2007 bebudede Anders Fogh Rasmussen en handlingsplan,, som skulle forebygge radikalisering – og i sidste ende terrorisme – blandt nydanskere.
“Unge danskere med indvandrerbaggrund skal kende de principper, som det danske folkestyre bygger på. Respekt for et demokratisk menneskesyn om alles frihed, ligeværd og ansvar skal præge undervisningen på alle klassetrin.”
Naser Khader udtrykte den 4. juni 2010 sin kritik af, at partiet Venstre ifølge hans opfattelse havde forsømt værdikampen mod fundamentalismen i tiden med Lars Løkke Rasmussen som statsminister. Pia Kjærsgaard udtalte, at dette "svigt" omfattede hele den siddende regering.  I sin Grundlovstale den 5. juni 2010 bebudede Lars Løkke Rasmussen, at regeringen agter at sætte hårdt ind overfor dem, der ikke respekterer de danske demokratiske værdier, bl.a. gennem udarbejdelse af en "samlet ghettostrategi"  Denne del af talen kan tolkes som et imødekommende svar på Khaders og Kjærsgaards kritik af Venstre/regeringen.
I marts 2011 nedsatte kulturminister Per Stig Møller Værdikommisionen, som skulle kortlægge danskernes værdier og således kan blive et nyt initiativ i værdikampen.
Historikeren Michael Böss, der betegner sig selv som "værdikonservativ" har betegnet udviklingen i det danske samfund som "vejen mod det demente samfund"  Hovedtrækkene i "det demente samfund" er den politiske elites fokus på effektivisering og den heraf følgende historieløshed og manglende debat om de fælles værdier. Ifølge Böss er denne udvikling begyndt i 1990'erne, men især efter finanskrisen har den bredt sig til en stor del af den politiske elite. Som eksempler på "historieløse teknokrater" nævner han Helge Sander, Christine Antorini, Margrete Vestager og Lars Løkke Rasmussen.
Rune Lykkeberg har i kontrast hertil vurderet, at venstrefløjen har tabt værdikampen og er i krise på grund af en "anakronistisk forestilling om, at den først og fremmest tjener arbejdernes interesser."

### Instrumenter i værdikampen
Et af de bebudede instrumenter i værdikampen var demokratikanon, et andet var øget tilsyn med friskolerne.
I sin argumentation for en kulturkanon understregede Brian Mikkelsen imidlertid, at kanonen ikke var en del af værdikampen. I historiekanonen har tidligere undervisningsminister Bertel Haarder personligt tilføjet sætningen: ”Undervisningen skal gøre eleverne fortrolige med dansk kultur og historie, jf. folkeskolelovens formålsbestemmelse”, til kanonudvalgets indstilling. I en pressemeddelelse forklarede han dette således:
” Vi skal sætte ind over for den uvidenhed og kulturløshed, der præger mange unge. Derfor er timetallet i historie blevet øget, og derfor ønsker jeg, at vi skal have en historiekanon. En kanon skal sikre, at eleverne har et vist kendskab til afgørende punkter i verdenshistorien. Der er nu udarbejdet en liste over de begivenheder og perioder i dansk og international historie, som alle børn bør kende”.
Eksemplerne viser, at der kan være tivivl (også internt i regeringen) om, hvad der falder inden for, og hvad der falder udenfor værdikampen.

## Kampen mod kulturradikalismen
Regeringens støtteparti, Dansk Folkeparti, har udråbt de kulturradikale som hovedfjenden i værdikampen. Søren Krarup har været partiets mest aktive debattør i værdikampen, bl.a. når han fremhæver, at den kulturradikale venstrefløj dyrker en abstrakt mulitkulturel idealisme og en afgudsdyrkelse af FN’s Menneskerettighedserklæring. Dansk Folkeparti vil bekæmpe dette ved at sætte sig i spidsen for en folkelig national oprustning, der skal genvinde stoltheden ved "det særligt danske". Allerede i 1980'erne var Krarup aktiv fortaler for disse synspunkter, som bl.a. udtrykkes i flere bøger, senest i 2009. Krarup finder, at kulturradikalismen er et udtryk for politisk korrekthed. 

Kulturradikalismen er ligeledes blevet kritiseret for at være værdirelativistisk, fordi den anser kulturudfoldelse for at være et udtryk for det personlige valg. Hvis alle kulturudtryk er ligeværdige, stilles der krav til enhver om gensidig kulturel respekt mellem "sig selv" og de etniske, religiøse og adfærdsafvigende minoriteter. Ved at vise respekt for alle kulturelle aktiviteter sikrer “jeg” mig retten til, at andre viser mig samme respekt. Denne form for kulturforståelse betegnes ofte som politisk korrekthed, hvor alle standarder forstås som resultatet af frie valgsituationer. Her findes ikke ideologier eller holdninger, men kun personlige standpunkter og etiske standarder. Abstraktionen “den politiske forbruger” er udtryk for en sådan radikaliseret normativitet.
En central pointe i kritikken af kulturradikalisme og værdirelativisme var, at disse indebærer historieløshed. Paradoksalt er en af de fremtrædende repræsentanter for de kulturradikale Klaus Rifbjerg også bekymret for ungdommens historieløshed.
"Og man må kalde mig hvad som helst, hvis det ikke er sandt, at tiden med sin larmende overfladiskhed og gennemgående historieløshed i disse år er ført et sted hen, hvor den åndelige Grauballemand har taget magten, mens Dyndkongens datter sørger for hans overlevelse".
Der kan næppe herske tvivl om, at parterne er uenige om, hvad denne historieløshed består i.